# Parque Marino de la Gran Bahía Australiana
Gran Bahía Australiana es un parque nacional marino en Australia del Sur, ubicado a 918 km al oeste de Adelaida.
Cubre 200 km de la Gran Bahía Australiana. El parque incluye 200 millas náuticas a partir de la costa. Comprende aguas australianas y de la mancomunidad. Adyacente al sur del parque se encuentra la zona de protección de mamíferos acuáticos. Adyacente al oeste del parque se encuentra la zona de protección de especies acuáticas y subacuáticas.
A partir de noviembre de 2012 este parque junto con el Gran parque marino santuario de ballenas de la bahía australiana pasaron a formar parte de la Gran reserva marina mancomunada de la bahía australiana.